# Juriwka (obwód winnicki)
Juriwka (ukr. Юрівка) – wieś na Ukrainie, w obwodzie winnickim, w rejonie chmielnickim, w hromadzie Machniwka. W 2001 liczyła 672 mieszkańców, spośród których 670 wskazało jako ojczysty język ukraiński, 1 rosyjski, a 1 inny.